# Фридрих фон Бранденбург (1588 – 1611)
Фридрих фон Бранденбург (на немски: Friedrich von Brandenburg; * 22 март 1588 в Кьолн (Берлин); † 19 май 1611 в Зоненбург, Прусия (днес Słońsk, Полша)) от род Хоенцолерн е като Фридрих IX маркграф на Бранденбург.
Той е третият син на курфюрст Йохан Георг фон Бранденбург (1525–1598) и третата му съпруга Елизабет фон Анхалт (1563–1607), дъщеря на княз Йоахим Ернст фон Анхалт.
Фридрих учи във Франкфурт на Майн и Тюбинген и след това пътува дълго през Европа. През 1604 г. той става коадютор и през 1610 г. херенмайстер (Herrenmeister) на Йоанитския орден в бранденбургския балей Зоненбург. Той умира на 23 години и е погребан в църквата на Костшин.